# Deal (Kent)
Deal is een civil parish in het bestuurlijke gebied Dover, in het Engelse graafschap Kent. De kustplaats ligt aan de Noordzee en telt 20.823 inwoners. Het is een vissersplaats, gelegen tussen Dover en Ramsgate. Nabij de plaats liggen de dorpen Kingsdown, Sholden en Walmer. Volgens historici zou Julius Caesar bij de laatste plaats aan land gegaan zijn tijdens zijn veldtocht naar Brittannië.
In Deal ligt de beroemde golfbaan van de Royal Cinque Ports Golf Club (1892).